# Petteri Orpo
Antti Petteri Orpo (Köyliö, 3 de novembro de 1969) é um político finlandês do Partido da Coligação Nacional (conservador liberal) e atual Primeiro-ministro da Finlândia desde junho de 2023.

## Vida
Nascido em 3 de novembro de 1969 é um político finlandês e membro do parlamento finlandês, que atua como líder do Partido da Coligação Nacional desde 2016. Ele já atuou como vice-primeiro-ministro da Finlândia de 2017 a 2019, Ministro das Finanças de 2016 a 2019, Ministro da Agricultura e Florestas de 2014 a 2015 e Ministro do Interior de 2015 a 2016.
Na eleição parlamentar finlandesa de 2023, com uma pluralidade de 20,8% e conquistando 48 cadeiras. Orpo obteve mais de 17 000 votos em seu distrito. Orpo foi apontado como o principal negociador da formação do governo e nomeado primeiro-ministro após o novo parlamento e o presidente se reuniram logo após a eleição.

## Outras atividades

### Organizações da União Europeia
- Banco Europeu de Investimento, membro do Conselho de Governadores (2016–2019)[3]
- Mecanismo Europeu de Estabilidade, Membro do Conselho de Governadores (2016–2019)[4]

### Organizações internacionais
- Banco Asiático de Investimento em Infraestrutura, membro do Conselho de Governadores (2016–2019)[5]
- Banco Europeu de Reconstrução e Desenvolvimento, membro do Conselho de Governadores (2016–2019)[6]
- Comitê Conjunto Banco Mundial-FMI, Membro (2018–2019)[7]
- Agência Multilateral de Garantia de Investimentos, World Bank Group, membro da Assembleia de Governadores (2016–2019)[8]
- Nordic Investment Bank (NIB), membro do Conselho de Governadores (2016–2019)[9]
- Banco Mundial, membro do Conselho de Governadores (2016–2019)[10]